# Emma Booth (artist)
Emma Louise Booth (känd som Emma) född 2 augusti 1974 i Bridgend, är en walesisk sångerska. Hon framförde låten, ’’Give a little love back to the world’’ i Eurovision Song Contest 1990 för Storbritannien. Hon är den yngsta som någonsin framfört ett bidrag från Storbritannien i Eurovision, då hon bara var femton år.